# American Psychoanalytic Association

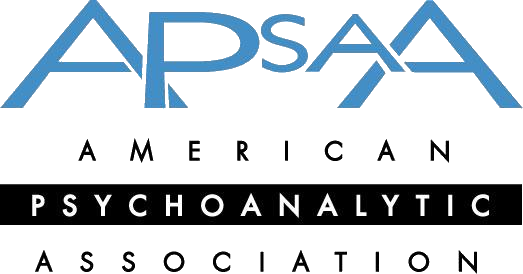
Logo der American Psychoanalytic Association, APsaA

Die American Psychoanalytic Association, abgekürzt APsaA, (deutsch Amerikanische Psychoanalytische Vereinigung) ist eine Vereinigung von Psychoanalytikern in den Vereinigten Staaten von Amerika. Die APsaA dient als wissenschaftliche Organisation und als Berufsverband mit den Schwerpunkten Ausbildung, Forschung und Entwicklung der Psychoanalyse.
Die APsaA umfasst 34 Ausbildungsinstitute und 38 angeschlossene Gesellschaften. Einzelpraktiker, Akademiker, und Forscher, die im Bereich der psychosozialen Heilberufe tätig sind, aber keinem psychoanalytischen Institut und keiner psychoanalytischen Gesellschaft angehören, können außerordentliche Mitglieder werden. Auf den offiziellen Treffen der Vereinigung, die jeweils im Februar und Juni stattfinden, kommen die Mitglieder zusammen, um Ideen auszutauschen, Forschungsergebnisse vorzustellen, und Ausbildungs- und Mitgliedschaftsfragen zu diskutieren bzw. festzulegen. Die APsaA hatte im Jahr 2015 über 3500 Mitglieder, darunter Psychiater, klinische Psychologen und experimentelle Psychologen, sowie Sozialarbeiter.
Die Organisation ist eine Non-Profit-Organisation; die Geschäftsstelle ist in New York.

## Geschichte
Die APsaA wurde am 9. Mai 1911 in Baltimore im Stafford Hotel im Stadtteil Mount Vernon durch den Neurologen und Psychoanalytiker Ernest Jones und weitere Personen gegründet, mit der Unterstützung von Sigmund Freud. Der erste Präsident war der Neurologe James Jackson Putnam. Damit ist die APsaA die zweitälteste amerikanische psychoanalytische Organisation nach der New York Psychoanalytic Society, die einige Monate zuvor, am 12. Februar 1911, von Abraham Arden Brill gegründet worden war. Die Internationale Psychoanalytische Vereinigung erkannte die APsaA im Jahr 1911 während des „3. Internationalen Kongresses“ in Weimar an.
1953 erschien erstmals das Journal of the American Psychoanalytic Association (JAPA) mit Originalartikel, Berichten zu Forschungsergebnissen, Plenarvorträgen, und Podiumsberichten auf dem Gebiet der Psychoanalyse. 2017 hatte die Zeitschrift einen Impact Factor von 0,538 und lag damit auf Platz 4 von 12 Zeitschriften in der Kategorie „Psychology, Psychoanalysis“ und auf Platz 130 von 142 Zeitschriften in der Kategorie „Psychiatry (SSCI)“.
1991 gab die APsaA eine Erklärung heraus, die die Ausbildung von homosexuellen Psychoanalytikern genehmigte. Im folgenden Jahr 1992 verbot die APsaA die Diskriminierung von Homosexuellen bei der Auswahl von Lehranalytikern. 2019 entschuldigte sich die APsaA für die Behandlung von Homosexualität als Geisteskrankheit.
Aktuelle Präsidenten sind William C. Glover und der President-elect Kerry J. Sulkowicz.

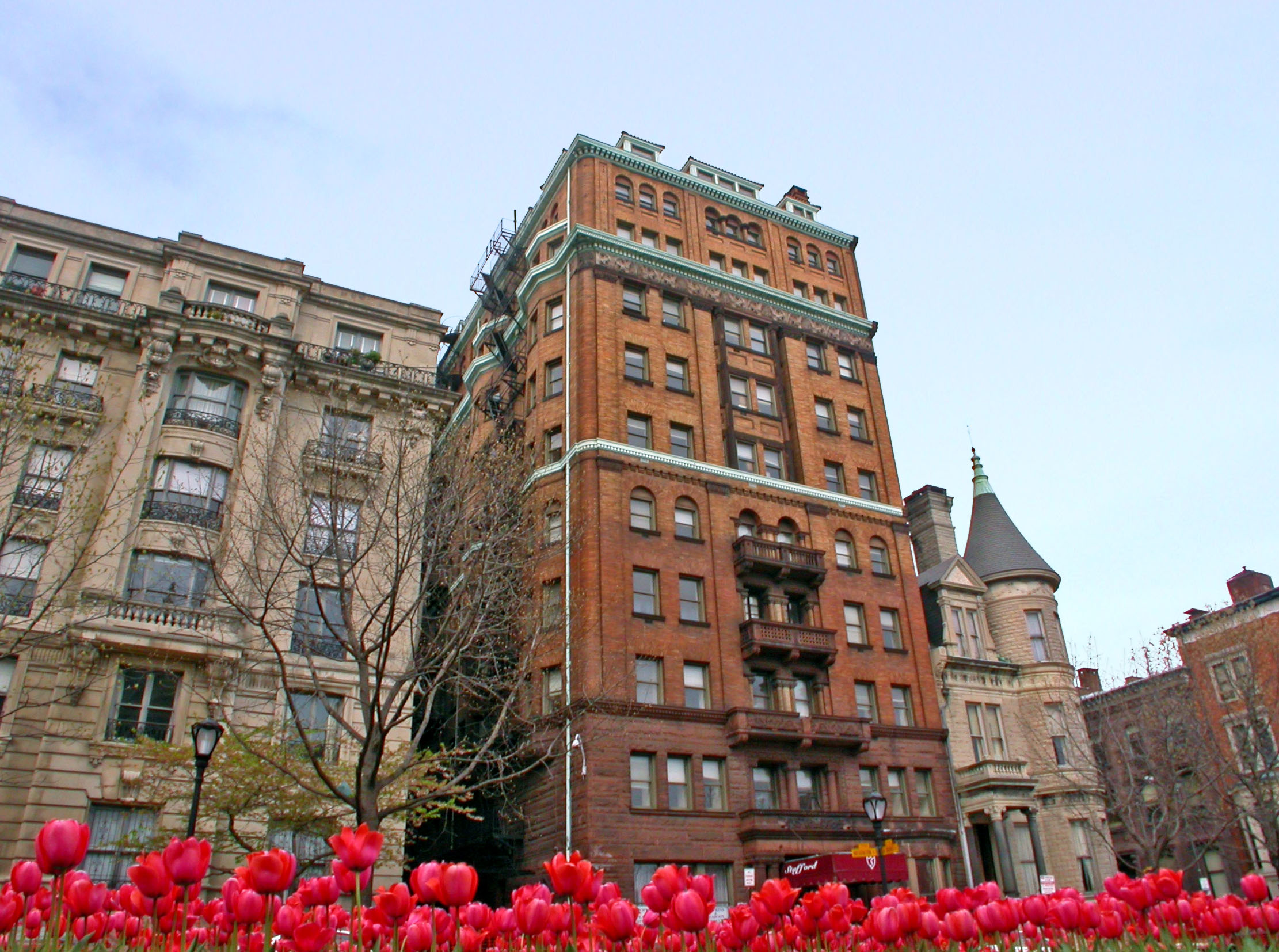
Aktuelle Fassade des Gebäudes des früheren Stafford Hotels in Mount Vernon, Baltimore, wo am 9. Mai 1911 die APsaA gegründet wurde (Coordinates 39°17′54″N 76°36′58″W)

| Gründungsmitglieder     | Lebensdaten |
| ----------------------- | ----------- |
| Ernest Jones            | 1879–1958   |
| Adolf Meyer             | 1866–1950   |
| James Jackson Putnam    | 1846–1918   |
| George Lane Taneyhill   | 1880–1954   |
| John Thompson MacCurdy  | 1886–1947   |
| Nicholas Trigant Burrow | 1875–1950   |
| George Alexander Young  | 1876–1957   |

## Mitgliedschaft
Die Mitgliedschaft in der APsaA war bis 1989 auf Ärzte beschränkt. Abraham A. Brill schlug diese Einschränkung mit der Überzeugung vor, dass die Psychoanalyse in Amerika nur dann Akzeptanz fände, wenn sie als Behandlung einer medizinischen Störung präsentiert würde.
Die APsaA behielt diese Position bei, auch nachdem sich die angewandte Klinische Psychologie im Bereich der Psychotherapie zu etablieren begann. Infolgedessen waren klinische Psychologen auch von der Ausbildung in den APsaA-Mitgliedsinstituten ausgeschlossen. Zwar wurden psychoanalytische Ausbildung und Lehre während und nach dem Zweiten Weltkrieg auch anderswo verfügbar. Doch Personen, die in externen Programmen ausgebildet worden waren, selbst Ärzte, wurden nicht in die APsaA aufgenommen.
In den 1980er Jahren schlossen sich einige Mitglieder der American Psychological Association einer erfolgreichen Klage gegen die APsaA an. Im Jahre 1989 einigte sich die APsaA zusammen mit der International Psychoanalytical Association und der New York Psychoanalytic Society and Institute darauf, Nicht-Ärzte zur Ausbildung auf der gleichen Grundlage wie für Ärzte zuzulassen.